# 勐勐镇
勐勐镇（佤语：Meng meng），是中华人民共和国云南省临沧市双江拉祜族佤族布朗族傣族自治县下辖的一个乡镇级行政单位。

## 行政区划
勐勐镇下辖以下地区：
公很社区、新村社区、千蚌村、大荒田村、闷乐村、千福村、忙乐村、南宋村、邦迈村、大吉村、那布村、忙建村、彝家村、细些村、红土村、章外村和同化村。